# Robes-Modes
Robes-Modes ist der deutsche Titel des US-amerikanischen Foxtrottschlagers „Collegiate“, den Moe Jaffe und Nat Bonx 1923 geschrieben hatten und der zwei Jahre später auch nach Deutschland kam.

## Text
Der Librettist Fritz Löhner schrieb unter seinem Künstlernamen Beda auf die Melodie einen deutschen Text, der satirische Anspielungen auf Institutionen und Personen der Weimarer Republik enthält. Das Lied erschien 1925 unter dem Titel „Robes-Modes“ im Wiener Bohème-Verlag Wien-Berlin (W. B. V. 689).
Der Text der drei Strophen gibt sich jedoch im Gegensatz zu dem Original der beiden amerikanischen Songwriter nicht mit Nonsens-Wörtern und zeittypischen Anspielungen allein zufrieden. Er stellt vielmehr das Berlin nach dem Ersten Weltkrieg als riesiges Warenhaus dar, in dem verschiedenste Angebote von Ideen und Ideologien feilgehalten werden: Das Hakenkreuz der Nazis und der jüdische Religionshistoriker Gershom Scholem oder vielleicht eher sein Bruder Werner Scholem, kommunistischer Abgeordneter, stehen darin ebenso unversöhnlich nebeneinander wie der russische Schriftsteller Isaak Babel, die Bibel, der Sozialist August Bebel und die „Reichswehr mit dem Säbel“.
Der Völkerbund in Genf, die Friedensverhandlungen in Locarno, die Bemühungen des deutschen Außenministers Gustav Stresemann und des französischen Politikers Joseph Caillaux werden ebenso zitiert wie zeitgenössische Künstler (Igor Strawinsky, Max Reinhardt, Fritzi Massary) und Sportler (der populäre Boxer Hans Breitensträter), Filmleute (wie der durch seine Darstellung des „Golem“ bekannt gewordene Schauspieler Paul Wegener und der Regisseur Reinhold Schünzel), Unternehmen und Institutionen (wie die „Weißen Wochen“ bei Karstadt und Tietz, die Internationale Funkausstellung IFA, die staatsnahe Filmgesellschaft Universum-Film A.G. „UFA“ und die Deutsche Lichtbild-Gesellschaft „Deulig“, der Gastronomiekonzern Kempinski, die Schnapsbrennerei Mampe oder das Optik-Unternehmen Ruhnke). Nicht nur politisch gegensätzliche Figuren wie der Journalist Karl Radek und der Weltkriegs-General Erich Ludendorff, der italienische Faschistenführer Benito Mussolini oder der Wettbetrüger Max Klante werden in bunter Folge mehr dem Sprachklange nach als nach inhaltlichen Zusammenhängen angeordnet vorgeführt. Wie dies in der Angebots-Nachbarschaft von Hunden („Rattler, Pinscher, Möpse“), Wäsche („Leibchen, Knüpfer, Schlüpfer“), Speisen („Königsberger Klöpse, Aal, Bananen“), von „Nippes“ und „Kokolores“ geschieht, hat es eine Relativierung, ja Entzauberung und schließlich Entwertung der Genannten zur Folge. Alles ist nur Ware, alles ist käuflich. Nicht nur Berlin, die ganze Welt ist nur ein Kaufhaus.
Als zutiefst desillusionierende Quintessenz dieser Aufzählung ergibt sich für den Dichter, dass „alles blufft“, dass Politik und Weltgeschichte „nur Geschäft“ sind und sich letzten Endes alles nur um Geld dreht. Das militärisch drei Mal wiederholte „Hurra! Hurra! Hurra!“ muss da wie Hohn tönen.

## Tondokumente
Der Operetten- und Kabaretttenor Max Hansen sang den Refrain uncredited zur Begleitung durch das Saxophon-Orchester Dobbri am 30. Dezember 1925 bei Beka auf Grammophonplatte; die Matrize Nr. 33 210 wurde indes nicht auf Beka, sondern nur auf dem Billig-label Derby in den Handel gebracht.
In einem zweiten take (Matr. Nr. 33 210-2), der auf Beka B.5407-I veröffentlicht wurde, sang am 25. Jänner 1926 den Refrain Hermann Feiner.
Diese Aufnahme erschien auch auf Odeon A 41 371 / O-1488 (Matr. Be 4927-II) als „Odeon-Tanz-Orchester mit Refraingesang“.

## Wiederveröffentlichung
- CD Trikont US-0265 (540 B) „Berlin —Großstadtklänge —Rare Schellacks 1908–1953“